# NGC 2538
NGC 2538 is een balkspiraalstelsel in het sterrenbeeld Kleine Hond. Het hemelobject werd op 2 februari 1877 ontdekt door de Franse astronoom Édouard Jean-Marie Stephan.

## Synoniemen
- UGC 4266
- MCG 1-21-19
- ZWG 31.67
- IRAS08087+0347
- PGC 22962